# Фудбалска репрезентација Гане
Фудбалска репрезентација Гане је национални фудбалски тим који представља Гану на међународним такмичењима, а под управом је Фудбалског савеза Гане.

## Историја
Освојили су четири Купа афричких нација, по чему је успешнији само Египат. Прваци су били 1963, 1965, 1978 и 1982. године. Поред тога су пет пута губили у финалу, а једном су били и трећи.
Гана је остварила историјски успех када се пласирала на Светско првенство 2006. у Немачкој предвођена српским тренером Ратомиром Дујковићем На истом такмичењу остварила је и пролаз у осмину финала, након што су прошли у групи. Прву утакмицу изгубили су од Италије 2-0, али су у другој победили Чехе 2-0. У последњој утакмици групне фазе победили су САД са 2-1 и прошли даље. У осмини финала испали су од Бразила, који је победио 3-0.
Највећи успех у историји остварили су на Светском првенству 2010. у Јужној Африци где су дошли до четвртфинала предвођени селектором Милованом Рајевцем. У групи је за противнике Гана имала Немачку, Србију и Аустралију. Победили су Србију 1-0 поготком из пенала, са Аустралијом су играли 1-1, док их је победила Немачка 1-0. У осмини финала прошли су САД, али их је у четвртфиналу елиминисао Уругвај у тесној утакмици. Након продужетака је било 1-1, али је после пенала био бољи Уругвај и прошао у полуфинале.
На Светском првенству 2014. у Бразилу су испали већ у групној фази са само једним освојеним бодом. Играли су нерешено са Немачком, а изгубили од Сједињених Америчких Држава и Португала.

## Резултати репрезентације

### Светско првенство
| Година         | Коло                  |
| -------------- | --------------------- |
| 1930. до 1958. | Није учествовала      |
| 1962.          | Није се квалификовала |
| 1966.          | Повукла се            |
| 1970.          | Није учествовала      |
| 1974.          | Није учествовала      |
| 1978.          | Није учествовала      |
| 1982.          | Повукла се            |
| 1986. до 2002. | Није се квалификовала |
| 2006.          | Осмина финала         |
| 2010.          | Четвртфинале          |
| 2014.          | Групна фаза           |
| 2018.          | Није се квалификовала |
| 2022.          | Групна фаза           |
| Укупно         | 4/22                  |

### Афрички куп нација
- 1957 – Нису учествовали
- 1959 – Нису учествовали
- 1962 – Нису се квалификовали
- 1963 – 1. место
- 1965 – 1. место
- 1968 – 2. место
- 1970 – 2. место
- 1972 – Нису се квалификовали
- 1974 – Нису се квалификовали
- 1976 – Нису се квалификовали
- 1978 – 1. место
- 1980 – Групна фаза
- 1982 – 1. место
- 1984 – Групна фаза
- 1986 – Нису се квалификовали
- 1988 – Нису се квалификовали
- 1990 – Нису се квалификовали
- 1992 – 2. место
- 1994 – Четвртфинале
- 1996 – 4. место
- 1998 – Групна фаза
- 2000 – Четвртфинале
- 2002 – Четвртфинале
- 2004 – Нису се квалификовали
- 2006 – Групна фаза
- 2008 – 3. место
- 2010 – 2. место
- 2012 – 4. место
- 2013 – 4. место
- 2015 – 2. место
- 2017 – 4. место